# 론 맥칼리스터

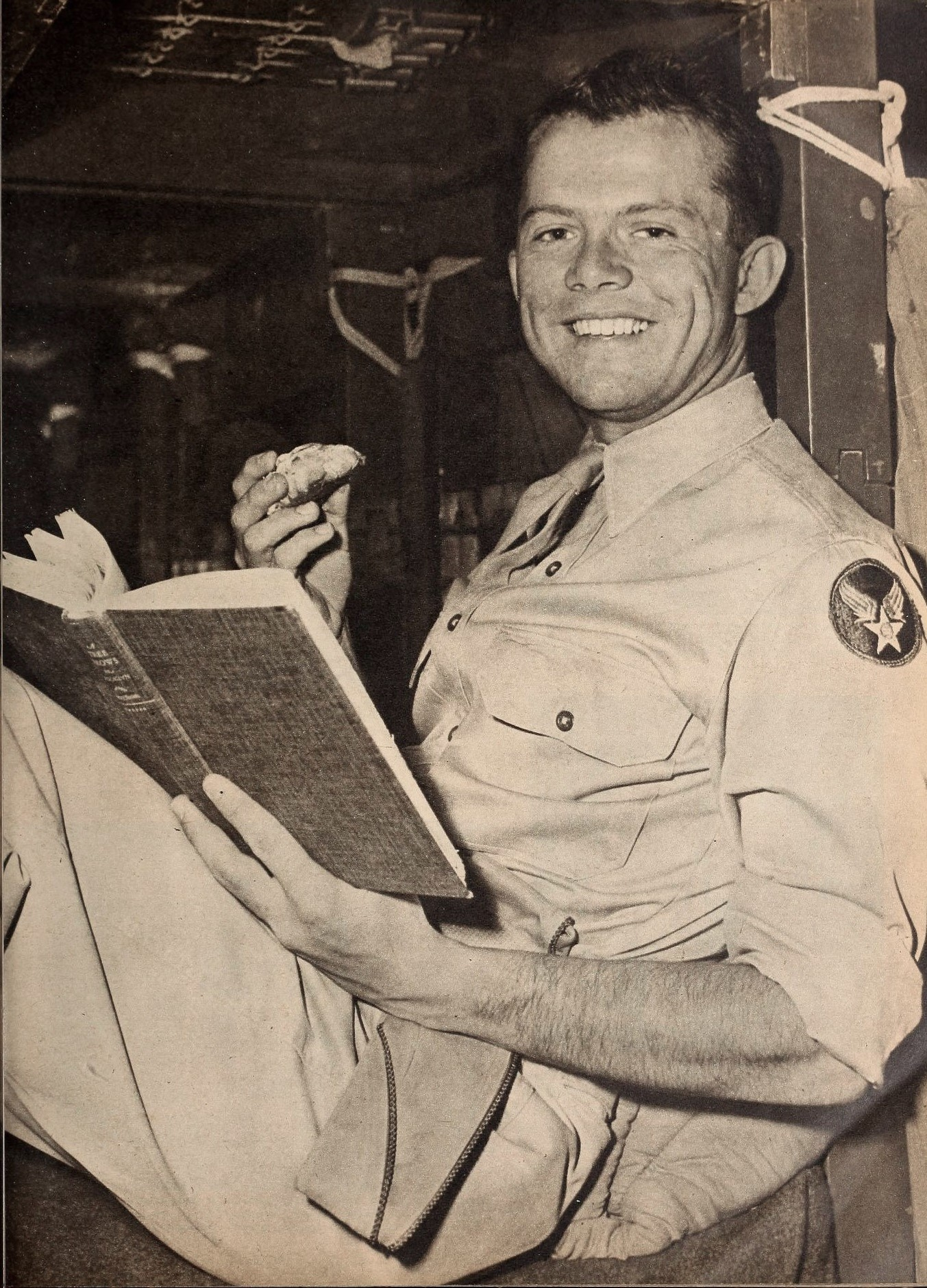

론 맥칼리스터(Lon McCallister, 1923년 4월 17일 ~ 2005년 6월 11일)는 미국의 배우, 영화배우이다.
로스앤젤레스에서 태어났으며 타호호에서 사망하였다. 사인은 심부전이다.

## 영화
- 서스펜스 (1949년)
- 씨비스킷 이야기 (1949년)
- 스쿠다 후! 스쿠다 헤이! (1948년)
- 레드 하우스 (1947년)
- 윙드 빅토리 (1944년)
- 홈 인 인디아나 (1944년)
- 스테이지 도어 캔틴 (1943년)
- 올웨이스 인 마이 하트 (1942년)
- 성조기의 행진 (1942년)
- 철완 짐 (1942년)
- 수잔과 신 (1940년)
- 나치 스파이의 고백 (1939년)
- 퍼스트 러브 (1939년)
- 베이비 인 암스 (1939년)
- 댓 서튼 에이지 (1938년)
- 톰 소여의 모험 (1938년)